# Ludwig Gumplowicz

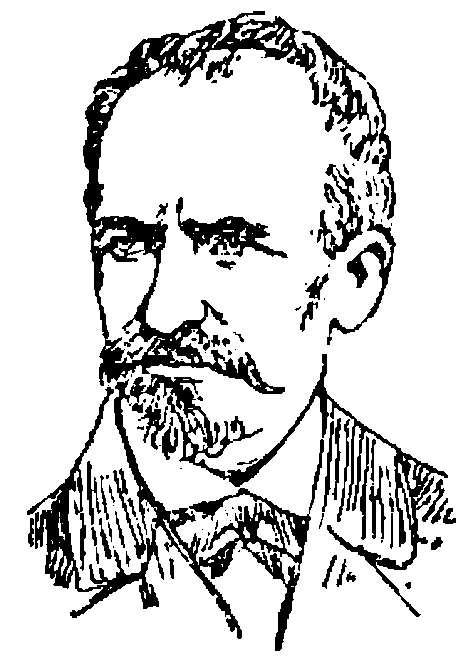
Ludwig Gumplowicz.

Ludwig (Ludwik) Gumplowicz, född 9 mars 1838 i Kraków, död 20 augusti 1909 i Graz, var en polsk-österrikisk jurist.
Gumplowicz blev 1893 professor i förvaltningsrätt vid universitetet i Graz. Han publicerade (på tyska) Rasse und Staat (1875), Philosophisches Staatsrecht (1877), Recht der Nationalitäten und Sprachen in Oesterreich-Ungarn (1879), Rechtsstaat und Socialismus (1881), Vervaltungslehre (1882), Rassenkampf (1883), Grundriss der Sociologie (1885), Einleitung in das oesterreichische Staatsrecht (1891; andra upplagan 1901), Sociologie und Politik (1892) och Die sociologische Staatsidee (1892; andra upplagan 1902).